# 维诺格拉多夫陨击坑

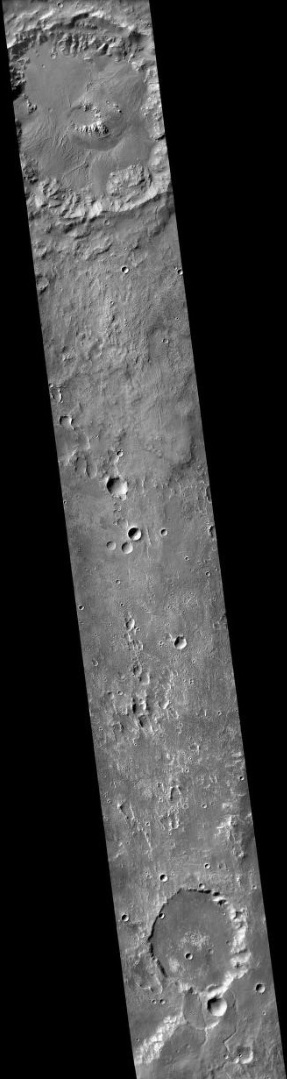
火星勘测轨道飞行器背景相机拍摄的维诺格拉多夫陨击坑。

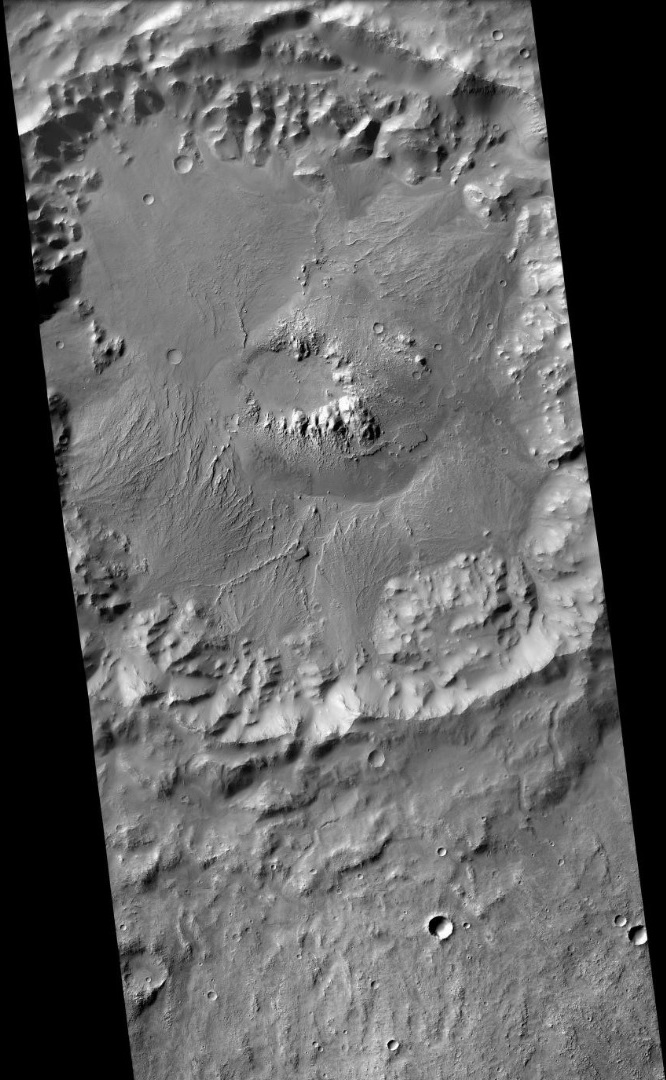
维诺格拉多夫陨击坑边缘坑底上的冲积扇，注：这是前一幅图像顶部的放大版。

维诺格拉多夫陨击坑（Vinogradov）是火星珍珠湾区的一座撞击坑，其中心坐标位于南纬20.2度、西经37.7度处，直径223.5公里（138.9英里）。该特征取名自前苏联地球化学家、苏联科学院院士亚历山大·帕夫洛维奇·维诺格拉多夫(1895年-1975年），1979年被国际天文联合会行星系统命名工作组批准接受.

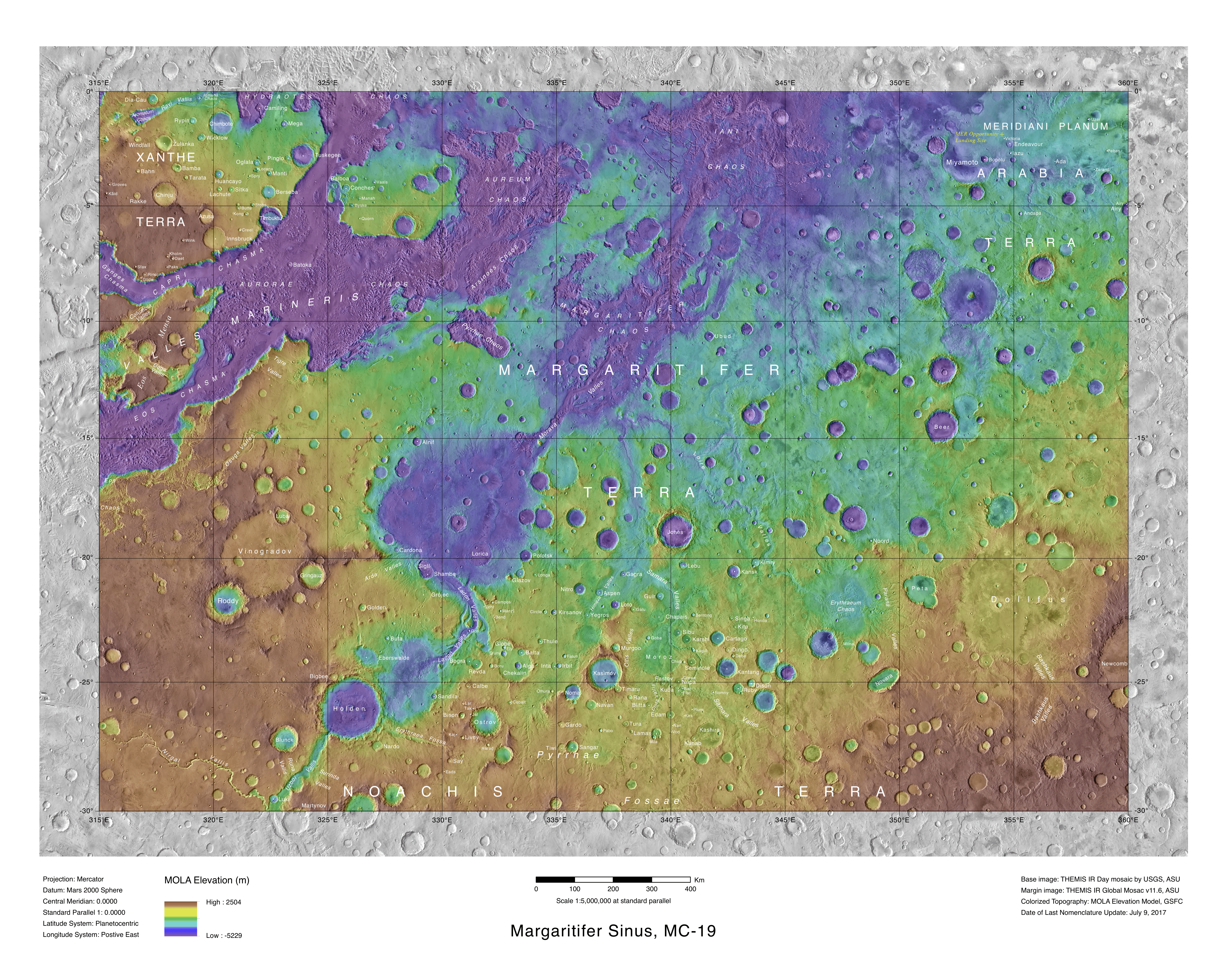
显示了维诺格拉多夫陨击坑位置及周边其他特征的地图。

## 另请查看
- 火星气候
- 火星地质
- 撞击坑
- 撞击事件
- 火星撞击坑
- 珍珠湾区
- 火星矿石资源
- 行星体系命名法